# جان‌علی اکبروف
جان‌علی اکبروف (ترکی آذربایجانی: Canəli Əkbərov; ۱۰ مارس ۱۹۴۰ – ۲۲ اکتبر ۲۰۲۱) موسیقی‌دان اهل اتحاد جماهیر شوروی سوسیالیستی و جمهوری آذربایجان بود.
وی همچنین برندهٔ جوایزی همچون هنرمند خلق آذربایجان شده‌است.